# Cayratia lanceolata
Cayratia lanceolata là một loài thực vật hai lá mầm trong họ Nho. Loài này được (C.L.Li) J.Wen & Z.D.Chen mô tả khoa học đầu tiên năm 2006.